# Bay Brow
Bay Brow – osada (buurt) na wyspie Sint Eustatius, w Holandii Karaibskiej. Liczy 227 mieszkańców (1 stycznia 2024). Leży w centralnej części wyspy. Znajduje się tutaj jedyny port lotniczy wyspy Franklin Delano Roosevelt.